# ديتر إندرز
ديتر إندرز (بالألمانية: Dieter Enders)‏ هو كاتب غير روائي وكيميائي ألماني، ولد في 17 مارس 1946 في بوتسباخ في ألمانيا.